# Содна Вас
Содна Вас (словен. Sodna vas) — поселення в общині Подчетртек, Савинський регіон, Словенія. Висота над рівнем моря: 207,8 м.